# Ramazanlı, Sarıkaya
Ramazanlı là một xã thuộc huyện Sarıkaya, tỉnh Yozgat, Thổ Nhĩ Kỳ. Dân số thời điểm năm 2010 là 212 người.